# 박앵귀 ~신선조기담~
《박앵귀~신선조기담~》(일본어: 薄桜鬼 〜新選組奇譚〜, はくおうき　しんせんぐみきたん)은 2008년 9월 18일 아이디어 팩토리(오토메이트)에서 발매한 연애 어드벤처 게임이다.
캐릭터 디자인 및 원화는 카즈키 요네가 담당하였으며, 본 편 이외에도 PSP나 닌텐도 DS 등을 통해 《박앵귀 포터블》,《박앵귀 수상록》, 《박앵귀 유희록》, 《박앵귀 여명록》등의 다양한 버전이 추가로 발매되었다. 한편 이벤트 〈오토메이트 파티 ♪ 2009〉에서 박앵귀 시리즈의 TV 애니메이션 제작이 발표되어, 2010년 4월부터 6월까지 1기가 방송되었고, 10월부터 2기가 방송되었다. 2011년 OVA인 《박앵귀 설화록》이 발매되었고, 12년 7월 《박앵귀 여명록》과 동일한 이름의 애니메이션이 방영되었다.

## 개요
에도 막부 말기의 역사를 기초로 하였지만, 기담의 가장 큰 특징인 독자적인 요소를 중심으로 그려져, 역사적 사실과 다른 전개도 다방면에 걸쳐 있다. 에도 막부 말기 중요 인물 가운데, 아래 등장인물에 소개한 사람 이외는 이름만 등장한다. 또한 시리즈 중에서 여명록의 장르는 연애 어드벤처가 아니라 역사 어드벤처로 분류된다.

## 스토리
이야기는 에도 막부 말기, 분큐 3년(1863년)에 시작된다. 주인공·유키무라 치즈루는 에도 태생의 난학 의사의 딸. 아버지·코도는 교토에서 일을 하고 있기에 떨어져 생활을 하고 있었다. 어느날 아버지와 연락이 닿지 않아 걱정으로 된 치즈루는, 남장을 하고 교토로 향한다. 그곳에서 치즈루는 어떤 충격적인 장면을 보게되고, 신선조와 만나면서 아버지의 행방을 함께 찾게 된다. 신선조 대원들 사이에 일어나는 사건과, 자신의 출생을 둘러싼 비밀과 엇갈린 신선조의 숨겨진 비밀. 혼돈의 에도막부 말기를 살아가는 남자들의 투쟁이 전개된다.

## 등장인물

### 메인 캐릭터
유키무라 치즈루
성우 - 쿠와시마 호우코(TVA판)
주인공. (이름만 변경 가능). 난학 의사인 아버지·유키무라 코도를 찾기 위해 교토를 방문하고, 그곳에서 신선조 대원들과 만난다.
카자마, 센히메 등과 같은 오니. 쌍둥이 오빠가 있다.
히지카타 토시조
성우 - 미키 신이치로
신선조 부장. 귀신부장 또는 오니부장이라 불릴 정도로 엄격하지만, 그것은 모두 신선조와 국장인 콘도 이사미를 위한 행동이라고 생각한다.
오키타 소지
성우 - 모리쿠보 쇼타로
신선조 1번대 대장. 천재적인 검사. 농담인지 진심인지 알 수 없는 말투를 쓰며 평소에는 표표하다. 작품 중반 경 폐결핵에 걸렸다.
사이토 하지메
성우 - 토리우미 코스케
신센구미 3번조 조장. 거합(이아이)(居合)의 달인(본 작품에서는 왼손잡이). 말수가 적고 독불 장군이지만, 냉정한 판단력과 행동력을 가졌다.
토도 헤이스케
성우 - 요시노 히로유키
신선조 8번대 대장. 최연소 간부. 싸움에서도 제일 먼저 앞서며, 무슨 일이든지 맨 먼저에 달려드는 성격이라 돌격 선생이라는 별명이 있다.
하라다 사노스케
성우 - 유사 코지
신선조 10번대 대장. 검보다 창의 명수. 성격이 조금 급한 구석도 있지만 인정과 의리에 두텁다.

### 서브 캐릭터

#### 신선조 대원
콘도 이사미
성우 - 오오카와 토오루
신선조 국장. 검술에도 뛰어나지만 무엇보다 인정이 많고 눈물이 많다. 모두에게 신뢰받는 수장.
산난 케이스케
성우 - 토비타 노부오
신선조 총장. 상냥한 미소를 띠 있지만, 냉혹한 책사의 모습도 보인다.[실존인물의 성은 〈야마나미〉로 읽는 설도 있짐만(훈독품에서는〈산난〉으로 읽혀졌(음다다]
독으(
나가쿠라 신파치
성우 - 츠보이 토모히로
신선조 2번대 대장. 검술로는 신선조에서 넘버 원이라 불릴 정도의 실력이지만, 술과 여자를 좋아하는 형님 타입.
이노우에 겐자부로
성우 - 小林範雄
신선조 6번대 대장. 연장자 간부이며, 상냥하게 지켜보는 성실한 인품으로 모두에게 신뢰 받고 있다.
야마자키 스스무
성우 - 鈴木貴征
신선조의 제사조 역 및 감찰. 냉정 침착한 감찰원으로서 은밀히 신선조를 받치며 토시조를 존경하고 있다.
시마다 카이
성우 - 오오바 타케시
신선조 제사조 역 및 감찰. 하사, 군감. 신선조를 은밀하게 받치는, 숨은 공로자 같은 존재.
이토 카시타로
성우 - 치지와 류사쿠
신선조 참모, 나중에 고료에지 대장. 콘도에게 박식한 지식과 검실력을 인정받아 신선조에 들어왔다.

#### 그 외
유키무라 코도
성우 - 사이토 류고
주인공의 부친(양부)이며, 나찰이 되는 약(변약수 또는 오치미즈)를 만든 장본인. 유키무라 가의 분가의 오니라 오니의 피가 옅다.
카자마 치카게
성우 - 츠다 켄지로
신선조와 자주 부딪치는 검사. 서쪽 오니의 수령. 사츠마 번에 속해 있다.
나구모 카오루
성우 - 이토 하스미
주인공이 마을에서 만난 소녀. 정체는 생이별한 주인공의 쌍둥이 오빠이며 오니.
아마기리 큐쥬
성우 - 야마구치 류
카자마, 시라누이와 함께 행동하는 오니. 카자마와 마찬가지로 사츠마 번에 속해 있다. 평화를 좋아하여 칼을 쓰지 않는다.
시라누이 쿄
성우 - 요시다 히로아키
총을 다루는 오니. 죠슈 번에 속해 있다. 카자마와 아마기리와 함께 행동하긴 하지만 충실하지는 않다.
센히메(오센짱)
성우 - 이시카와 아야노
주인공이 마을에서 구해준 소녀. 정체는 스즈카 고젠의 자손으로 오니의 공주.
키미기쿠
성우 - 카츠타 아키코
공식적으로는 시마바라의 게이샤이지만, 정체는 센히메의 가문을 대대로 섬기는 닌자이자 오니다.

#### 막부측 그 외
마츠모토 료쥰
성우 - 사토 코타
막부와 신선조 전속 난학 의사이며, 코도의 지인. 주인공이 아버지를 찾기 위에 제일 먼저 찾아갔던 인물.
에노모토 타케아키
성우 - 이토 에이지
오오토리 케이스케
성우 - 타쿠미 야스아키

#### 여명록 이후 추가 캐릭터
이부키 류노스케
성우 - 세키 토모카즈
여명록의 주인공. 고집이 세고 입이 거칠지만 상냥한 면도 있다. 무가에서 태어났지만 무사를 굉장히 싫어한다.
세리자와 카모
성우 - 나카다 조지
니이미 니시키
성우 - 타무라 켄스케
히라마 주스케
성우 - 우에다 요지
사사키 아이지로
성우 - 노미야 카즈노리
토노우치 요시오
성우 - 무라우에 카즈야
코스즈
성우 - 니시노 요코
류노스케에게 약간 연심을 품고 있으며, 전속 무희. 루트에 따라 류노스케와 맺어지는 전용 히로인이 된다.
오우메
성우 - 시노미야 사야

## 관련용어
오치미즈(변약수)
표면적으로는 서양에서 건너온 약에 불로불사의 영약이라고 알려져있지만 서양의 피를 원하며 햇빛에 약한 오니(뱀파이어로 추정)의 피. 실상은 이것을 먹으면 나찰로 변하고,인간이 이것을 먹으면 목숨을 깎아내리게 되어버린다. 유키무라 코도가 막부의 밀명을 받고 무츠의 땅에서 개조하고 있었다.
```
;나찰(라세츠)
```

주인공이 쿄에 온 밤에 조우한, 변약수를 마신 사람들. 특징은 붉은 홍와 하얀 머리카락. 햇빛에 약하며 때때로 흡혈충동을 느낀다. 초인적인 신체능력과 치유능력을 가지고 있지만, 실은 자신이 앞으로 살아갈 수명을 깎아 극한으로 능력을 올린 것이며, 수명이 다하면 재가 되어 죽는다.
나찰 부대
산난 케이스케가 지휘하는 나찰 부대. 그 존재는 비밀이다. 부대에 속한 자는 죽은 것으로 되어 있다. 신선조 내부에서 나찰 부대를 가리켜 신센구미(新撰組)라고도 하지만 본래의 신센구미(新選組)와 한자가 다르다. 작품 중반에서부터 나찰대라고 불리기 시작한다.

## 주제가
각 주제가에 표기되어 있지 않은 노래는 요시오카 아이카가 불렀다.
- 박앵귀 ~신선조기담~

- 오프닝 테마 〈하라리〉(はらり)

작사 - 카가미 아야 / 작곡 - 사와구치 카즈히코 / 편곡 - 오타 미치히코
- 엔딩 테마 〈여기에 있어요 ~허공의 끝에서~〉(ココニイル〜虚空の果て〜)

작사 - 우란 / 작곡·편곡 - TATSUYA
- 박앵귀 포터블

- 오프닝 테마 〈어둠의 저편까지〉(闇の彼方まで)

작사 -히야마 쇼 / 작곡·편곡 - 우에노 요시카즈
- 엔딩 테마 〈추억은 곁에〉(想い出はそばに)

작사 - 上園彩結音 / 작곡·편곡 - 스에히로 켄이치로
- DS

- 오프닝 테마 〈지지 않는 꽃〉(散らない花)

작사 - 오모리 쇼코 / 작곡 우에노 요시카즈 / 편곡 -타니모토 타카요시
- 엔딩 테마 〈한방울〉(ひとしずく)

작사 - 上園彩結音 / 작곡 - 와타누키 요시아키 / 편곡 - 타니모토 타카요시
- 박앵귀 수상록

- 오프닝 테마 〈꽃잎의 시간〉(花びらの刻)

작사 - 上園彩結音 / 작곡·편곡 - 우에노 요시카즈
- 엔딩 테마 〈하늘의 거울〉(空の鏡)

작사: 上園彩結音 / 작곡·편곡 - 스에히로 켄이치로
- 수상록 포터블

- 오프닝 테마 〈시간의 서표〉(時の栞)

작사 - 작사 - 上園彩結音 / 작곡·편곡 - 우에노 요시카즈
- 엔딩 테마 〈빛의 나비〉(光の蝶)

작사: 上園彩結音 / 작곡·편곡 - 오노 타카미츠
- 수상록 DS

- 오프닝 테마 〈響ノ空〉(響ノ空)

작사 - 작사 - 이소야 카에 / 작곡 - 오노 타카미츠 / 편곡 - 토다 아키오
- 엔딩 테마 〈시작의 시〉(はじまりの詩)

작사: 上園彩結音 / 작곡 -우에노 카즈히코 / 편곡 - 안제 히지리
- 유희록

- 오프닝 테마 〈푸른하늘 버튼〉(青空ボタン)

작사 - 작사 - 上園彩結音 / 작곡·편곡 - 타니모토 타카요시
- 엔딩 테마 〈만약 두사람이〉(ねぇ、もしも2人が…)

작사·작곡 - 요시오카 아이카 / 편곡 - 타니모토 타카요시
- 수상록

- 오프닝 테마 〈붉은 신기루〉(紅い蜃気楼)

작사 - 작사 - 上園彩結音 / 작곡·편곡 - 와타누키 요시아키
- 엔딩 테마 〈약속의 하늘〉(約束の空)

작사 - 작사 - 上園彩結音 / 작곡·편곡 - 와타누키 요시아키
- 수상록 엔딩테마 〈저녁뜸에 소원을〉(夕凪に願いを)

작사 - 작사 - 上園彩結音 / 작곡·편곡 - 와타누키 요시아키
- 여명록

- 오프닝 테마 〈바람은 아득히〉(風遙か)

작사 - 작사 - 上園彩結音 / 작곡·편곡 - 오노 타카미츠
- 엔딩 테마 〈오늘의 영원〉(今日の永遠)

작사 - 작사 - 上園彩結音 / 작곡 - 아사노 타카히로 / 편곡 - chokix / 노래 -MAO
- 수상록 엔딩테마 〈사라지지 않는 무지개〉(消えない虹)

작사 - 작사 - 上園彩結音 / 작곡·편곡 - 오노 타카미츠
- 애니메이션 〈박앵귀〉드라마 CD

- 테마송 〈하늘의 잎〉(天ノ華)

작사 - 모리 유리코 / 작곡·편곡 - 츠루 요시오

## 관련상품

### 게임 소프트
- 수상록 (PS2 - 2009년 8월 27일 발매 / PSP - 2010년 8월 26일 발매 / DS - 2011년 2월 17일 발매)

팬디스크. 〈박앵귀 ~신선조기담~〉에서 다뤄지지 않은 사건을 주인공이 회상하는 형식.
- 유희록 (PSP - 2010년 5월 13일 발매 / DS -2011년 4월)

미니 게임
- 순상록 (PS3 - 2010년 6월 17일 발매)

〈박앵귀 ~신선조기담~〉과 〈박앵귀 수상록〉을 하나로 합친 것. 그래픽 향상, 정지화면이 움직이는 〈AAS(액티브 애니메이션 시스템〉등 PS3만의 요소가 추가되었다.
- 여명록 (PS2 - 2010년 10월 28일 발매 / PSP - 2011년 7월 28일 / DS - 2012년 4월 26일 / PS3 - 2012년 6월 28일)

〈박앵귀 ~신선조기담~〉이전의 이야기를 그린 것. 남자 주인공 이부키 류노스케의 시점에서 그려졌으며, 세리자와 가모도 등장한다. 또한 덴게키 Girl's Style 2010년 9월호를 통해 유키무라 치즈루가 등장하는 것이 밝혀졌다. 지금까지의 시리즈에서 없었던 정지화면 및 캐릭터 보이스도 추가되었다.
- 〈박앵귀 ~막말무쌍록~〉(PSP - 2012년 3월 22일 발매)

액션 대전 게임.

### 서적
- 박앵귀 ~신선조기담~ 공식 일러스트북 ~백화요란~ (2009년 3월 11일 발매)
- 박앵귀 ~신선조기담~ 스토리북 상 (2009년 3월 28일 발매)
- 박앵귀 ~신선조기담~ 스토리북 하 (2009년 5월 25일 발매)
- 박앵귀 원화집 (2009년 8월 10일 발매)
- 박앵귀 앤솔로지 코믹 (2009년 9월 1일 발매예정)
- 박앵귀 앤솔로지 코믹 2 (2009년 10월 1일 발매예정)
- 박앵귀 수상록 원화집 (2010년 1월 29일 발매)
- 오토메이트 CDBOOK 박앵귀 ~신선조기담~ (2010년 3월 19일 발매)
- 박앵귀 순연화 1(2010년 3월 23일 발매)
- 박앵귀 공식이야기 그림첩 ~앵화풍진~ (2010년 3월 27일 발매)
- 박앵귀 수상록 스토리북 상권 (2010년 3월 31일 발매)
- 박앵귀 수상록 스토리북 하권 (2010년 3월 31일 발매)
- 박앵귀 1 (2010년 5월 31일 발매)
- 박앵귀 두루마리 일 (2010년 9월 22일 발매)
- TV 애니메이션 박앵귀 제 1기 팬북 박앵귀 교토낙조 (2010년 9월 30일 발매)
- 박앵귀 순연화 2 (2010년 10월 22일 발매)
- 박앵귀 ~신선조기담~ 공식설정집 추상록 (2010년 12월 1일 발매)
- 소설 박앵귀 일(2011년 1월 17일 발매)
- 박앵귀 2(2011년 1월 31일 발매)
- 박앵귀 여명록 원화집 (2011년 2월 14일 발매)
- 박앵귀 두루마리 이 (2011년 2월 22일 발매)

### CD

#### 드라마CD
- 박앵귀 드라마CD ~신선조 수사부본~ 전편 (2009년 3월 11일 발매)
- 박앵귀 드라마CD ~신선조 수사부본~ 후편 (2009년 3월 25일 발매)
- 박앵귀 드라마CD ~도련님 여행기~ (2009년 6월 17일 발매)
- 박앵귀 드라마CD ~치즈루 유괴사건 수첩~ (2009년 12월 23일 발매)
- 박앵귀 드라마CD ~시마바라 소동기~ (2010년 3월 31일 발매)
- 애니메이션 〈박앵귀〉드라마CD vol.1 (2010년 10월 27일 발매)
- 애니메이션 〈박앵귀〉드라마CD vol.2 (2010년 12월 8일 발매)

#### 음악CD
- 박앵귀 ~신선조기담~ 오리지날 사운드트랙 (2008년 10월 1일 발매)
- 박앵귀 회주록 상 (캐릭터 송&낭독) (2009년 7월 1일 발매)
- 박앵귀 회주록 하 (캐릭터 송&낭독) (2009년 7월 22일 발매)
- 박앵귀 ~음성상곡집~ (2009년 1월 2일 발매)
- 애니메이션 〈박앵귀〉캐릭터 CD 막말화풍초

1. 히지카타 토시조 (2010년 5월 26일 발매)
2. 오키타 소지(2010년 5월 26일 발매)
3. 사이토 하지메 (2010년 6월 9일 발매)
4. 하라다 사노스케 (2010년 6월 9일 발매)
5. 토도 헤이스케(2010년 6월 23일 발매)
6. 카자마 치카게(2010년 6월 23일 발매)
7. 유키무라 치즈루(2010년 9월 1일 발매) *애니메이트 특전상품
8. 콘도 이사오·산난 케이스케(2010년 11월 10일 발매)
9. 나가쿠라 신파치·야마자키 스스무(2010년 11월 24일 발매)
- 애니메이션 〈박앵귀〉오리지날 사운드 트랙 ~숨결의 하늘~ (2010년 7월 7일 발매)
- 박앵귀 여명록 오리지날 사운드 트랙 (2010년 11월 24일 발매)
- 애니메이션 〈박앵귀〉오리지날 사운드 트랙 ~혼란의 하늘~ (2010년 12월 22일 발매)
- 박앵귀 오르골CD ~주명록~ 제1권 (2011년 2월 23일 발매)

#### 라디오·토크 CD
- 《박앵귀》&〈아니메점장〉합동 DJCD 2009 여름 (2009년 8월) - 애니점특급 한정판·통상판
- 박앵귀통신 WEB 라디오 신선조통신록 제 1 집· 제 2 집 (2009년 10월 29일 발매)
- 박앵귀통신 WEB 라디오 신선조통신록 제 3 집· 제 4 집 (2010년 1월 22일 발매)
- 박앵귀통신 WEB 라디오 신선조통신록 제 5 집 (2010년 4월 22일 발매)
- 박앵귀통신 WEB 라디오 신선조통신록 제 6 집 (2010년 5월 20일 발매)
- 박앵귀통신 WEB 라디오 신선조통신록 출장판 상락편 (2010년 5월 20일 발매)
- 박앵귀통신 WEB 라디오 신선조통신록 제 7 집 (2010년 7월 22일 발매)
- 박앵귀통신 WEB 라디오 신선조통신록 제 8 집 (2010년 8월 19일 발매)
- 박앵귀통신 WEB 라디오 신선조통신록 제 9 집 (2010년 9월 16일 발매)
- 박앵귀통신 WEB 라디오 신선조통신록 제 10 집 (2010년 11월 18일 발매)
- 박앵귀통신 WEB 라디오 신선조통신록 제 11 집 (2011년 1월 27일 발매)
- 박앵귀통신 WEB 라디오 신선조통신록 제 12 집 (2011년 3월 3일 발매)

### DVD
- 이벤트 DVD 박앵귀 ~벚꽃연회~ (2010년 8월 20일 발매)
- 박앵귀 신선조염무록（포니캐년）（2011년 2월 2일 발매）
- 애니메이션 DVD 제 1권 (2010년 6월 23일 발매)
- 애니메이션 DVD 제 2권 (2010년 7월 22일 발매)
- 애니메이션 DVD 제 3권 (2010년 8월 25일 발매)
- 애니메이션 DVD 제 4권 (2010년 9월 23일 발매)
- 애니메이션 DVD 제 5권 (2010년 10월 22일 발매)
- 애니메이션 DVD 제 6권 (2010년 11월 24일 발매)
- DVD 박앵귀 벽혈록 제 1권 (2010년 12월 22일 발매)
- DVD 박앵귀 벽혈록 제 2권 (2011년 1월 26일 발매)
- DVD 박앵귀 벽혈록 제 3권 (2011년 2월 26일 발매)
- DVD 박앵귀 벽혈록 제 4권 (2011년 3월 24일 발매)
- DVD 박앵귀 벽혈록 제 5권 (2011년 4월 27일 발매)

## 인터넷 라디오
- 타이틀：박앵귀WEB 라디오 신선조 통신
- 진행：미키 신이치로 (히지카타 토시조역)
- 방송 사이트：애니메이트 TV
- 방송 주기: 매월 2,4주 목요일
- 방송 기간：2009년 7월 9일~2010년 12월 24일
- 게스트

00화: 토리우미 코스케(사이토 하지메 역), 모리쿠보 쇼타로(오키타 소지역)
01화: 오오카와 토오루(콘도 이사미 역)
02화: 요시노 히로유키(토도 헤이스케 역)
03화: 유사 코지(하라다 사노스케 역)
04·05화: 토리우미 코스케, 모리쿠보 쇼타로
06·07화: 요시노 히로유키, 츠보이 토모히로(나가쿠라 신파치 역)
08·09화: 모리쿠보 쇼타로
10화: 오오카와 토오루, 토비타 노부오(산난 케이스케 역)
11화: 요시노 히로유키, 유사 코지
12·13화: 토리우미 코스케
14화: 츠다 켄지로 (카자마 치카게 역)
15화: 토리우미 코스케
16·17화: 유사코지, 츠보이 토모히로
18·19화: 토비타 노부오, 요시노 히로유키
20화: 모리쿠보 쇼타로
21화: 오오카와 토오루
22화: 토리우미 코스케
23화: 츠다 켄지로
24·25화: 요시노 히로유키, 유사코지
26화: 모리쿠보 쇼타로
27화: 모리쿠보 쇼타로, 오오카와 토오루
28·29화: 유사 코지, 토비타 노부오
30화:요시노 히로유키
31화:요시노 히로유키, 츠다 켄지로
32·33화:토리우미 코스케, 츠보이 토모히로
34화:요시노 히로유키, 오오카와 토오루
35화(마지막 회): 요시노 히로유키, 토리우미 코스케

## TV 애니메이션
2010년 4월부터 치바 테레비 외 UHF국 및 AT-X에서 방송되었다. 또한 제 2기 시리즈 제작이 결정되어 총 12화로 제작, 《박앵귀 벽혈록》이란 타이틀로 2010년 10월부터 12월까지 방송되었다.

### 스탭
- 원작: 오토메이트 (아이디어 팩토리 / 디자인 팩토리)
- 원안·구성감독: 후지사와 츠네키요(藤澤経清)
- 감독: 야마사키 오사무(ヤマサキオサム)
- 캐릭터 원안: 카즈키 요네(カズキヨネ)
- 캐릭터 디자인: 나카지마 아츠코(中嶋敦子)
- 미술감독: 平柳悟
- 색채설정: 松本真司
- 촬영감독: 下崎昭
- 편집: 松村正宏
- 음악: 오오타니 코우(大谷幸)
- 음향감독: 이와나미 요시카즈(岩浪美和)
- 프로듀서: 小倉充俊、長谷川和彦、山崎明日香
- 애니메이션 프로듀서: 浦崎宣光
- 애니메이션 제작: 스튜디오 딘
- 제작: 〈박앵귀〉제작위원회(제네온 유니버설 엔터테인먼트, 프론티어 웍스, AT-X)

### 주제가
1기
- 오프닝 테마 〈열엿새 밤의 눈물 〉(十六夜涙)

작사:Yumiyo / 작곡: 타니모토 타카요시 / 편곡: 오오타 미치히코 / 노래: 요시오카 아이카
- 엔딩 테마 〈너의 기억〉(君ノ記憶)

작사·노래 : mao / 작곡·편곡:안제 히지리
2기
- 오프닝 테마 〈무풍〉(舞風)

작사:모리 유리코 / 작곡: 우에노 요시카즈 / 편곡: 오타 미치히코 / 노래: 요시오카 아이카
- 엔딩 테마 〈붉은 하늘에 기도하다〉(茜空に願ふ)

작사:모리 유리코 / 작곡·편곡: 안제 히지리 / 노래 : mao

### 서브 타이틀
| 화수   | 부제(원제)     | 부제(풀이)          | 각본            | 그림 콘티         | 연출              | 작화 감독                       | 총작화감독    |
| ------ | -------------- | ------------------- | --------------- | ----------------- | ----------------- | ------------------------------- | ------------- |
| 제1화  | 雪華の都       | 눈꽃의 도읍         | 야마구치 료타   | 야마사키 오사무   | 요시다 슌지       | 에비스 요우키                   | -             |
| 제2화  | 動乱の火蓋     | 동란의 개시         | 히로타 미츠타카 | 후지와료 료지     | 신보 아키토       | 모리타 미노루 우지이에 요시히로 | 노다 야스유키 |
| 제3화  | 宵闇に咲く華   | 초저녁에 피는 꽃    | 히로타 미츠타카 | 카나사키 타카오미 | 요시다 슌지       | 카도 토모아키 키쿠치 요코       | 에비스 요우키 |
| 제4화  | 闇より来る者   | 어둠에서 오는 자    | 나카무라 노리코 | 나무라 히데토시   | 와타나베 마사히코 | 반 유키코 야마다 유코           | 노다 야스유키 |
| 제5화  | 相克せし刃     | 상극의 칼날         | 사사노 메구무   | 타카무라 유타     | 타카무라 유타     | 야스다 쿄우히로 김순연          | 에비스 요우키 |
| 제6화  | 鬼の命脈       | 오니의 목숨         | 나카무라 노리코 | 오타키 아야       | 와타나베 마사히코 | 쿠루베 히로코                   | 노다 야스유키 |
| 제7화  | 桎梏の運命     | 질곡의 운명         | 사사노 메구무   | 나무라 히데토시   | 무라키 코에이     | 야마시타 에미 요시다 와카코     | 에비스 요우키 |
| 제8화  | あさきゆめみし | 헛된 꿈 꾸지 않으리 | 나카무라 노리코 | 카나사키 타카오미 | 니시무라 히로아키 | 반 유키코                       | 노다 야스유키 |
| 제9화  | 修羅の轍       | 수라의 선례         | 히로타 미츠타카 | 오타키 아야       | 요시다 슌지       | 카도 토모아키                   | 에비스 요우키 |
| 제10화 | 絆のゆくえ     | 인연의 행방         | 사사노 메구무   | 사이토 테츠히토   | 키무라 노부카게   | 모리타 미노루 쿠루베 히로코     | 노다 야스유키 |
| 제11화 | 零れ落ちるもの | 흘러넘치는 것       | 나카무라 노리코 | 코지마 마사시     | 와타나베 마사히코 | 우지이에 요시히로 야마다 유코   | 에비스 요우키 |
| 제12화 | 剣戟の彼方     | 검극의 저편         | 히로타 미츠타카 | 카나사키 타카오미 | 타카무라 유타     | 반 유키코                       | 노다 야스유키 |

### 방송국
| 방송지역   | 방송국        | 방송기간                  | 방송시간                     | 비고             |
| ---------- | ------------- | ------------------------- | ---------------------------- | ---------------- |
| 가나가와현 | TVK           | 2010년 4월 3일 - 6월 19일 | 토요일 24시 30분 - 25시 00분 | 독립 UHF국       |
| 지바현     | 지바 테레비   | 2010년 4월 4일 - 6월 20일 | 일요일 23시 30분 - 24시00분  | 독립 UHF국       |
| 사이타마현 | TV 사이타마   | 2010년 4월 4일 - 6월 20일 | 일요일 25시 00분 - 25시 30분 | 독립 UHF국       |
| 일본 전역  | AT-X          | 2010년 4월 5일 - 6월 21일 | 월요일 9시 30분 - 10시 00분  | CS채널           |
| 효고현     | 선 TV         | 2010년 4월 5일 - 6월 21일 | 월요일 24시 00분 - 24시 30분 | 독립 UHF국       |
| 교토부     | KBS교토       | 2010년 4월 5일 - 6월 21일 | 월요일 25시 00분 - 25시 30분 | 독립 UHF국       |
| 아이치현   | 테레비 아이치 | 2010년 4월 6일 - 6월 22일 | 화요일 25시 28분 - 25시 58분 | 테레비 도쿄 계열 |
| 도쿄도     | TOKYO MX      | 2010년 4월 6일 - 6월 22일 | 화요일 26시 00분 - 26시 30분 | 독립 UHF국       |
| 일본 전역  | Show Time     | 2010년 6월 11일 -         | 매주 금요일 15시 갱신        | 인터넷 방송      |